# Jo Wells

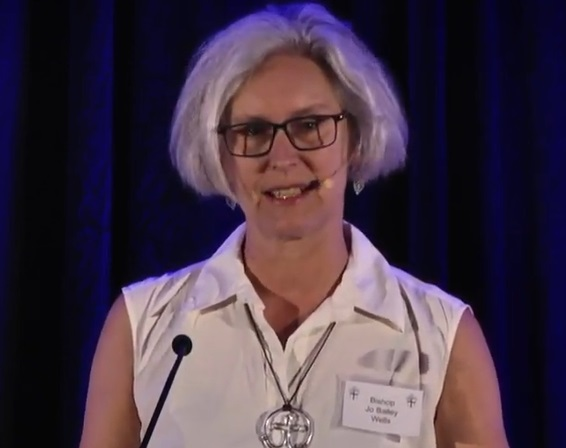
Jo Wells

Jo Bailey Wells (* 1965 als Jo Bailey) ist eine britische anglikanische Theologin. Von 2016 bis 2023 amtierte sie als Bischöfin von Dorking in der Diözese Guildford der Church of England. Im Januar 2023 trat sie das neu geschaffene Amt des Bishop for Episcopal Ministry in der Anglikanischen Gemeinschaft an.

## Leben
Jo Wells, geborene Bailey, studierte am Corpus Christi College der University of Cambridge und an der University of Minnesota. Zur Vorbereitung auf ihr Priesteramt besuchte sie das Cranmer Hall College in Durham, ein evangelikales („open evangelical“) Theologisches College der Anglikanischen Kirche, das dem St. John’s College, Durham angeschlossen ist.
1995 wurde sie zur Diakonin geweiht; 1996 folgte ihre Priesterweihe. Von 1995 bis 2001 wirkte sie als Kaplanin (Chaplain) am Clare College der University of Cambridge. Von 1998 bis 2001 stand sie dem Clare College als Dekanin vor. Von 2001 bis 2005 war sie Lecturer für Altes Testament und Biblische Theologie am Ridley Hall College in Cambridge, einem anglikanischen theologischen College. Sie war dort als „Pastoral Tutor“ neben ihrer Lehrtätigkeit auch für die Seelsorge zuständig. Von 2005 bis 2012 war sie Associate Professor für die Lehrfächer „Bible and Ministry“ an der Duke Divinity School der Duke University in North Carolina und Direktorin (Director) des dortigen Anglican Episcopal House of Studies.
Nach ihrer Rückkehr nach Großbritannien wurde sie im Februar 2013 Hauskaplanin (Chaplain) des Erzbischofs von Canterbury, Justin Welby im Lambeth Palace, dem erzbischöflichen Amtssitz. Ihre erste Aufgabe als Kaplanin war das Hereintragen des Bischofskreuzes bei der feierlichen Inthronisation Welbys in der Kathedrale von Canterbury im März 2013. Zu ihrer Aufgaben gehörten neben der Seelsorge im Lambeth Palace, u. a. durch die Gründung der Gemeinde des Anselm von Anselmus (Community of St Anselm) im Lambeth Palace, auch die Unterstützung Welbys bei bischöflichen und pastoralen Aufgaben. Gemeinsam mit Welby nahm sie an der Wiederbestattung von Richard III. im März 2015 und bei der Taufe von Prinz George und Prinzessin Charlotte teil. Seit 2015 wirkte sie außerdem als Kanonikerin (Canon Theologian) an der Liverpool Cathedral.
Am 24. März 2016 wurde ihre Ernennung zur Suffraganbischöfin von Dorking offiziell bekanntgegeben. Sie wurde Nachfolgerin von Ian Brackley, der zum 30. September 2015 in den Ruhestand getreten war. Gemeinsam mit Jan McFarlane, der Suffraganbischöfin von Repton, wurde sie am 29. Juni 2016 in London von Justin Welby, dem Erzbischof von Canterbury, zur Bischöfin geweiht.
Wells ist die Autorin von zwei theologischen Büchern: God's Holy People (Sheffield University Press, 2000) und Isaiah: A Devotional Commentary for Study and Preaching (Bible Reading Fellowship Oxford, 2006).

## Persönliches
Wells ist mit dem anglikanischen Theologen und Pfarrer (Vicar) Sam Wells, der an der  Kirche St Martin-in-the-Fields in London wirkt, verheiratet; sie haben zwei gemeinsame Kinder, einen Sohn und eine Tochter. Zu Wells’ privaten Interessen gehören Kunst, Architektur und Textilien (Stoffe).
Seit vielen Jahren verbringt Wells ihren Urlaub und ihre Freizeit in Ostafrika, insbesondere im Sudan, wo sie die Episcopal Church of South Sudan and Sudan und Erzbischof Daniel Deng Bul Yak unterstützt.